# 北部方面後方支援隊
北部方面後方支援隊（ほくぶほうめんこうほうしえんたい、JGSDF Northern Army Logistic Support Troop）は、陸上自衛隊島松駐屯地（北海道恵庭市）に駐屯する北部方面隊直轄の後方支援部隊である。

## 概要
隊長は、1等陸佐（一）が充てられ北部方面隊直轄部隊の後方支援業務を任務とするほか、災害派遣や民生協力、国際貢献活動も行っている。1999年（平成11年）度末に北部方面武器隊、北部方面輸送隊、北部方面総監直轄部隊の整備部隊・要員を統合し新編された。

## 沿革
- 1999年（平成11年）3月：北部方面武器隊本部に北部方面後方支援隊準備隊を編成。

北部方面後方支援隊
- 2000年（平成12年）
  - 3月28日：北部方面後方支援隊が北部方面隊の補給・整備機能を集約・統合して島松駐屯地において編成完結。
  - 3月29日：有珠山噴火災害派遣（～8月1日）。
- 2001年（平成13年）：ゴラン高原国際平和協力隊要員派遣。
- 2002年（平成14年）3月27日：部隊新編等。

1. 北部方面輸送隊隷下に第101輸送業務隊が真駒内駐屯地に新編。
2. 東チモール派遣施設群要員派遣。

- 2003年（平成15年）
  - 2月：第1次イラク復興支援群および業務支援隊要員派遣。
  - 5月：第2次イラク復興支援群要員派遣。
  - 6月：イラク派遣部隊活動支援班要員派遣。
- 2004年（平成16年）3月29日：部隊新・改編。

1. 第101特科直接支援大隊第1直接支援中隊第5直接支援小隊（第133特科大隊を支援）を真駒内駐屯地に新編。
2. 第1施設群の廃止に伴い、第101施設直接支援大隊第1直接支援中隊（南恵庭駐屯地）を廃止。

- 2008年（平成20年）
  - 3月26日：部隊新編等。

  1. 第301対舟艇対戦車直接支援隊（北部方面対舟艇対戦車隊を支援）を倶知安駐屯地に新編。
  2. 第3施設団の廃止に伴い、第101施設直接支援大隊の被支援部隊が北部方面施設隊に変更。
- 2011年（平成23年）
  - 4月21日：第103特科大隊の廃止に伴い、第101特科直接支援大隊第1直接支援中隊第3直接支援小隊（北千歳駐屯地）を廃止。
  - 4月22日：第303普通科直接支援隊（第52普通科連隊を支援）を真駒内駐屯地に新編。
- 2014年（平成26年）
  - 3月25日：第1戦車群の廃止に伴い、第101戦車直接支援隊（北恵庭駐屯地）を廃止。
  - 3月26日：第52普通科連隊の増強改編に伴い、第303普通科直接支援隊（真駒内駐屯地）を廃止・改編し、第305普通科直接支援中隊（第52普通科連隊を支援）を真駒内駐屯地に新編。
- 2017年（平成29年）
  - 3月26日：第120特科大隊の廃止に伴い、第101特科直接支援大隊第2直接支援中隊第2直接支援小隊（上富良野駐屯地）を廃止。
  - 3月27日：第3施設団の再編に伴い、第101施設直接支援大隊の改編。

  1. 第4直接支援中隊（第14施設群を支援）を上富良野駐屯地に新編。
  2. 第342施設中隊の廃止に伴い、第2直接支援中隊釧路派遣隊（釧路駐屯地）を廃止・改編し、第4直接支援中隊釧路派遣隊（第397施設中隊を支援）を釧路駐屯地に新編。

  - 補給大隊および弾薬大隊改編準備室を隊本部付隊に設置。
- 2018年（平成30年）3月26日：北部方面輸送隊第101輸送業務隊を廃止（陸上自衛隊中央輸送隊第1方面分遣隊に改組）。
- 2019年（平成31年）
  - 3月25日：第133特科大隊の廃止に伴い、第101特科直接支援大隊第1直接支援中隊第5直接支援小隊（真駒内駐屯地）を廃止。
  - 3月26日：部隊新編。

  1. 第104補給大隊を島松駐屯地に新編[1]。
  2. 第102弾薬大隊を北千歳駐屯地に新編[1]。
- 2023年（令和05年）3月15日：部隊新編等。

1. 北部方面輸送隊が、真駒内駐屯地から東千歳駐屯地に移駐[2][3]。一部の輸送中隊を島松駐屯地に配置。
2. 第1特科群第101特科大隊の廃止に伴い、第101特科直接支援大隊第1直接支援中隊第1直接支援小隊（美幌駐屯地）を廃止[4]。
3. 第1特科群第102特科大隊の廃止に伴い、第101特科直接支援大隊第1直接支援中隊第2直接支援小隊（北千歳駐屯地）を廃止[5]。

- 2024年（令和06年）3月21日：部隊新編等。

1. 第4特科群の廃止に伴い、第101特科直接支援大隊第2直接支援中隊（上富良野駐屯地）を廃止。
2. 第131特科大隊の第1特科群への異動に伴い、第2直接支援中隊第6直接支援小隊（上富良野駐屯地）を廃止し、第1直接支援中隊の直接支援小隊（第131特科大隊を支援）を上富良野駐屯地に新編。

## 部隊編成
特記ないものは島松駐屯地所在
- 北部方面後方支援隊本部
- 北部方面後方支援隊本部付隊「北方後支-本」
- 第104補給大隊：コア部隊[1]
  - 第104補給大隊本部
  - 第104補給大隊本部付隊「104補-本」
  - 第1補給中隊「104補-1」
  - 第2補給中隊「104補-2」
- 第102弾薬大隊：（北千歳駐屯地）：コア部隊[1]
  - 第102弾薬大隊本部
  - 第102弾薬大隊本部付隊「102弾-本」
  - 第1弾薬中隊「102弾-1」（上富良野駐屯地）
  - 第2弾薬中隊「102弾-2」
- 第101全般支援大隊：第7師団管内に所在する方面直轄部隊等を支援
  - 第101全般支援大隊本部　
  - 第101全般支援大隊本部付隊「101全支-本」
  - 整備中隊「101全支-整」
  - 補給中隊「101全支-補」
- 第102全般支援大隊（真駒内駐屯地）：第11旅団管内に所在する方面直轄部隊等を支援
  - 第102全般支援大隊本部　
  - 第102全般支援大隊本部付隊「102全支-本」
  - 整備中隊「102全支-整」
  - 補給中隊「102全支-補」
- 第103全般支援大隊（上富良野駐屯地）：第2師団および第5旅団管内に所在する方面直轄部隊等を支援
  - 第103全般支援大隊本部　
  - 第103全般支援大隊本部付隊「103全支-本」
  - 整備中隊「103全支-整」
  - 補給中隊「103全支-補」
- 第101特科直接支援大隊（北千歳駐屯地）：第1特科団を支援
  - 第101特科直接支援大隊本部　
  - 第101特科直接支援大隊本部付隊「101特直支-本」
  - 整備隊「101特直支-整」
  - 第1直接支援中隊「101特直支-1」（北千歳駐屯地）：第1特科群を支援
    - 第?直接支援小隊（上富良野駐屯地）：第131特科大隊を支援

  - 第3直接支援中隊「101特直支-3」（北千歳駐屯地）：第1地対艦ミサイル連隊を支援
  - 第4直接支援中隊「101特直支-4」（美唄駐屯地）：第2地対艦ミサイル連隊を支援
  - 第5直接支援中隊「101特直支-5」（上富良野駐屯地）：第3地対艦ミサイル連隊を支援

- 第101高射直接支援大隊（東千歳駐屯地）：第1高射特科団を支援
  - 第101高射直接支援大隊本部　
  - 第101高射直接支援大隊本部付隊「101高直支-本」
  - 整備隊「101高直支-整」
  - 第1直接支援中隊「101高直支-1」（島松駐屯地）：第1高射特科群を支援
  - 第2直接支援中隊「101高直支-2」（名寄駐屯地）：第4高射特科群を支援
- 第101施設直接支援大隊（南恵庭駐屯地）：第3施設団を支援
  - 第101施設直接支援大隊本部
  - 第101施設直接支援大隊本部付隊「101施直支-本」
  - 整備中隊「101施直支-整」：第3施設団本部付隊、第105施設器材隊、第303ダンプ車両中隊を支援
  - 第2直接支援中隊「101施直支-2」（岩見沢駐屯地）：第12施設群を支援
  - 第3直接支援中隊「101施直支-3」（幌別駐屯地）：第13施設群を支援
    - 倶知安派遣隊（倶知安駐屯地）：第361施設中隊および駐屯地業務隊等を支援

  - 第4直接支援中隊「101施直支-4」（上富良野駐屯地）：第14施設群を支援
    - 釧路派遣隊（釧路駐屯地）：第397施設中隊を支援
- 第101通信直接支援隊「101通直支」（札幌駐屯地）：北部方面システム通信群を支援
  - 第101通信直接支援隊本部
  - 隊本部班
  - 火器車両整備小隊
  - 通信整備小隊
- 第305普通科直接支援中隊「305普直支」（真駒内駐屯地）：第52普通科連隊を支援
- 第301対舟艇対戦車直接支援隊「301対直支」（倶知安駐屯地）：北部方面対舟艇対戦車隊を支援
- 北部方面輸送隊（東千歳駐屯地）
  - 北部方面輸送隊本部
  - 北部方面輸送隊本部付隊「北方輸-本」
  - 第304輸送中隊「304輸」（島松駐屯地）
  - 第305輸送中隊「305輸」（島松駐屯地）
  - 第310輸送中隊「310輸」
  - 第313輸送中隊「313輸」
  - 第314輸送中隊「314輸」

## 主要幹部
| 官職名               | 階級    | 氏名     | 補職発令日     | 前職                                   |
| -------------------- | ------- | -------- | -------------- | -------------------------------------- |
| 北部方面後方支援隊長 | 1等陸佐 | 小澤和之 | 2025年03月03日 | 統合幕僚監部首席後方補給官付後方補給官 |
| 副隊長               | 1等陸佐 | 堀地昌志 | 2025年08月01日 | 真駒内駐屯地業務隊長                   |

| 代 | 氏名       | 在職期間                        | 職種     | 出身校・期         | 前職                                     | 後職                                                       |
| -- | ---------- | ------------------------------- | -------- | ------------------ | ---------------------------------------- | ---------------------------------------------------------- |
| 01 | 末包昭彦   | 2000年03月28日 - 2001年12月02日 | 施設科   | 防大13期           | 東部方面総監部装備部長                   | 第5施設団長 兼 小郡駐屯地司令（2002年 3月22日 陸将補昇任） |
| 02 | 安井剛     | 2001年12月03日 - 2003年06月30日 | 武器科   | 防大16期           | 北部方面総監部装備部長                   | 陸上自衛隊関東補給処副処長                                 |
| 03 | 中村俊範   | 2003年07月01日 - 2005年03月31日 | 化学科   | 防大17期           | 陸上自衛隊化学学校副校長 兼 企画室長     | 陸上自衛隊関西補給処副処長                                 |
| 04 | 萱沼明宏   | 2005年04月01日 - 2006年12月05日 | 高射特科 | 防大21期           | 陸上自衛隊研究本部総合研究部 第5研究課長 | 陸上自衛隊高射学校副校長 兼 企画室長                       |
| 05 | 永栄文晴   | 2006年12月06日 - 2008年11月30日 | 航空科   | 防大22期           | 陸上自衛隊研究本部研究開発企画官         | 第5旅団副旅団長 兼 帯広駐屯地司令                          |
| 06 | 畑中誠     | 2008年12月01日 - 2010年11月30日 | 通信科   | 防大22期           | 防衛医科大学校学生部長                   | 自衛隊体育学校長                                           |
| 07 | 岸谷清満   | 2010年12月01日 - 2013年08月01日 | 航空科   | 防大24期           | 東北方面総監部装備部長                   | 退職（陸将補昇任）                                         |
| 08 | 鈴木昌芳   | 2013年08月01日 - 2015年03月31日 | 武器科   | 防大27期           | 陸上自衛隊研究本部研究開発企画官         | 陸上自衛隊東北補給処副処長                                 |
| 09 | 秋山賢司   | 2015年04月01日 - 2016年11月30日 | 通信科   | 防大30期           | 陸上幕僚監部装備部通信電子課長           | 陸上自衛隊東北補給処副処長                                 |
| 10 | 加治屋裕一 | 2016年12月01日 - 2018年03月26日 | 輸送科   | 防大29期           | 東北方面総監部装備部長                   | 陸上自衛隊東北補給処長（陸将補昇任）                       |
| 11 | 平野邦治   | 2018年03月27日 - 2020年12月21日 | 化学科   | 防大34期           | 東部方面総監部装備部長                   | 陸上自衛隊化学学校長 兼 大宮駐屯地司令（陸将補昇任）       |
| 12 | 川村浩和   | 2020年12月22日 - 2022年12月1日  | 通信科   | 防大32期           | 陸上自衛隊通信学校副校長 兼 企画室長     | 退職（陸将補昇任）                                         |
| 13 | 小薗井明裕 | 2022年12月23日 - 2025年03月02日 | 輸送科   | 防大37期           | 中部方面総監部装備部長                   | 陸上自衛隊中央輸送隊長 兼 横浜駐屯地司令                   |
| 14 | 小澤和之   | 2025年03月03日 -                | 輸送科   | 成城大学 平成6年卒 | 統合幕僚監部首席後方補給官付後方補給官   |                                                            |

## 主要装備
- 90式戦車回収車
- 78式戦車回収車
- 重装輪回収車
- 重レッカ
- 特大型運搬車（第313輸送中隊、第314輸送中隊）
- 中型セミトレーラ
- 1/2tトラック / 73式小型トラック
- 1 1/2tトラック / 73式中型トラック
- 3 1/2tトラック / 73式大型トラック
- 7tトラック / 74式特大型トラック
- 野外炊具
- 89式5.56mm小銃
- 9mm拳銃
- 12.7mm重機関銃M2
- 84mm無反動砲

## 廃止（改編）部隊
- 2004年（平成16年）3月29日廃止。
  - 第101施設直接支援大隊第1直接支援中隊「101施直支-1」（南恵庭駐屯地）：第1施設群を支援。

- 2011年（平成23年）4月21日廃止。
  - 第101特科直接支援大隊第1直接支援中隊第3直接支援小隊「101特直支-1」（北千歳駐屯地）：第1特科群第103特科大隊を支援。

- 2014年（平成26年）3月25日廃止。
  - 第101戦車直接支援隊「101戦直支」（北恵庭駐屯地）：第1戦車群を支援。
  - 第303普通科直接支援隊「303普直支」（真駒内駐屯地）：第52普通科連隊を支援。第305普通科直接支援中隊に改編。

- 2017年（平成29年）3月26日廃止。
  - 第101特科直接支援大隊第2直接支援中隊第2直接支援小隊「101特直支-2」（上富良野駐屯地）：第4特科群第120特科大隊を支援。
  - 第101施設直接支援大隊第2直接支援中隊釧路派遣隊「101施直支-2」（釧路駐屯地）：第342施設中隊を支援。第101施設直接支援大隊第4直接支援中隊釧路派遣隊に改編。

- 2018年（平成30年）3月26日廃止。
  - 北部方面輸送隊第101輸送業務隊「101輸業」（真駒内駐屯地）：陸上自衛隊中央輸送隊第1方面分遣隊に改組。

- 2019年（平成31年）3月25日廃止。
  - 第101特科直接支援大隊第1直接支援中隊第5直接支援小隊「101特直支-1」（真駒内駐屯地）：第1特科群第133特科大隊を支援。

- 2023年（令和5年）3月15日廃止。
  - 第101特科直接支援大隊第1直接支援中隊第1直接支援小隊「101特直支-1」（美幌駐屯地）：第1特科群第101特科大隊を支援。

- 2024年 （令和6年）3月20日廃止。
  - 第101特科直接支援大隊第2直接支援中隊「101特直支-2」（上富良野駐屯地）：第4特科群を支援。